# 全日本職場美術協議会
全日本職場美術協議会（ぜんにほんしょくばびじゅつきょうぎかい）は、職場の美術サークルの協議体である。略称は、「職美協」または「SHOKUBI」。
「職場の中から美術を、職場の中へ美術を」をスローガンとしている。
1947年3月20日に結成され、同年から東京都美術館で「職美展」を毎年1回開催している。なお、東京都主催で1948年から開催されてきた「勤労者美術展」（略称は勤美展）や各地の「勤労者美術展」とは無関係である。

## 経歴
- 1947年3月20日に結成され、東京都美術館で第1回「職美展」を開催。
- 1954年7月、国鉄美術連盟が発足し、以後、職美展に30点から40点前後の作品を出展[2]。
- 1971年、職美展へ国鉄美術連盟から51点の作品を出展[2]。
- 1985年12月、『素描』（全日本職場美術協議会素描集編集委員会編）刊行。
- 1991年12月、東京都美術館の借館料入場料の大幅な値上げを行わないとともに、管理運営の法人組織化や民間委託をしないよう求める請願書を日本美術会、美術家平和会議とともに東京都議会に提出[3]。
- 2003年7月28日、日本美術会、美術家平和会議とともに、東京都生活文化局、東京都美術館と懇談。都美術館の維持継続、美術館の改修の際の代替施設準備などを申し入れる。
- 2006年8月、頼近美津子司会、東京交響楽団出演の「子どもたちと芸術家の出あう街2006“夏祭り”」の実行委員会に日本美術会、美術家平和会議などともに参加[4]。
- 2007年12月、『職美協の歩み : 結成から60年（1947年〜2006年）』（全日本職場美術協議会）刊行[5]。